# Geographische Risikoforschung
Die geographische Risikoforschung analysiert Effekte von antizipierten Gefährdungen im Schnittfeld von Gesellschaft und Umwelt. Sie ist damit dem interdisziplinären Bereich der Geographie zuzurechnen, der Mensch-Umwelt-Beziehungen zum Gegenstand hat. Im Begriff des Risikos findet der Forschungsansatz Ausdruck, dass Gefährdungen nicht isoliert von gesellschaftlichen Prozessen betrachtet werden können. Er steht somit für den Versuch einer integrierten Betrachtung von externer Gefährdung („Hazard“) einerseits und gesellschaftlicher Verwundbarkeit („Vulnerabilität“) bzw. Widerstandsfähigkeit („Resilienz“) andererseits, die darüber hinaus die gesellschaftlich bedingte Ermöglichung und Herstellung von Gefährdung berücksichtigt.
Die Forschung verfolgt zwei unterschiedliche Zielsetzungen: Bei einem Teil der geographischen Risikoforschung geht es darum, objektive Risikofaktoren in der Wechselwirkung von Mensch und Umwelt zu bestimmen. Ein anderer Teil untersucht, in Anlehnung an die konstruktivistischen Sozialwissenschaften, welche gesellschaftlichen Effekte mit der Zuschreibung „Risiko“ verbunden sind. Spezifische Merkmale der geographischen Risikoforschung ist das Augenmerk für die Verräumlichung von Risiken und der hohe interdisziplinäre und integrale Anspruch als Vermittler zwischen verschiedenen Risikokonzeptionen.

## Forschungsgegenstand
Der Begriff „Risiko“ als zentraler Gegenstand einer Unterdisziplin der Geographie fand in englischsprachigen Veröffentlichungen erst etwa seit Anfang der 1990er-Jahre zunehmend Verwendung, im deutschen Sprachraum noch später. Damit trat „Risiko“ in Konkurrenz zum bereits Jahrzehnte zuvor aufkommenden Forschungsgegenstand „Hazard“. Diese Verschiebung reflektiert die von Ulrich Beck ausgelöste, auch öffentlich geführte Diskussion um die „Risikogesellschaft“.
Unter „Hazard“ wird gemäß der Hazardforschung eine Interaktion zwischen dem System „Umwelt“ und dem System „Mensch/Gesellschaft“ verstanden, die sich zum subjektiv wahrgenommenen Nachteil des gesellschaftlichen Systems auswirkt und bei der für beide Systeme ein Einfluss durch den Menschen möglich ist. Der Begriff umfasst sowohl den Zustand einer Gefährdung als auch die Wahrscheinlichkeit, mit der ein Schaden verursachendes Ereignis eintritt. Er ist damit bereits wesentlich umfassender als etwa der der Katastrophe, teilt mit diesem aber die Unbestimmtheit nach dem genauen Zusammenhang zwischen den beiden Systemen. Erst die Vulnerabilität einer Gesellschaft gegenüber einem Hazard bestimmt die Wahrscheinlichkeit und die Höhe eines möglichen Schadens und macht aus dem Hazard ein Risiko.
Die in diesem schematischen Modell verwendete Auffassung von Vulnerabilität als passives Ausgesetztsein („Exposure-Modell“) gegenüber einer Gefahr wird etwa im „Pressure and Release-Modell“ von Piers Blaikie et al. und im „Hazards of Place-Modell“ von Susan L. Cutter erweitert, indem Vulnerabilität jeweils als mehrstufige Entwicklung statt als Zustand aufgefasst wird. In diesem Zusammenhang ebenfalls bedeutsam ist der „Livelihood-Ansatz“, in dessen Mittelpunkt die Sicherung der Existenzgrundlagen einer Gesellschaft (und so deren Fähigkeit zur Resilienz gegenüber Gefährdungen) steht.
In der Forschungspraxis befasst sich die Hazard- bzw. Risikoforschung vor allem mit dem Umgang mit abiotischen Naturkatastrophen wie Erdbeben, Bergstürzen und Flutkatastrophen. Plötzlich auftretende Epidemien, technisch bedingte Katastrophen sowie die Folgen gesellschaftlicher Konflikte (Kriege, Terrorismus) rücken jedoch zunehmend ins Blickfeld des Fachs. Keith Smith fasst diese Gefährdungen unter dem Begriff environmental hazard zusammen.

## Disziplingeschichte

### International
Als Begründer der geographischen Hazardforschung gilt Gilbert F. White. In seiner 1945 veröffentlichten Dissertation Human Adjustment to Floods stellte er fest, dass nach der Errichtung von Dämmen am Mississippi die Schadenssummen durch Fluten immer weiter anstiegen, da gleichzeitig vormals als Überflutungsgebiete ausgewiesene Gebiete besiedelt worden waren. In den folgenden Jahrzehnten entwickelte sich die Hazardforschung zur wohl bedeutendsten Disziplin an der Schnittstelle von physischer Geographie und Humangeographie, die sich in dieser Zeit in ihren Forschungsbereichen ansonsten voneinander fort bewegten. Ihren humanökologisch geprägten Ansatz legten Ian Burton, Robert W. Kates und White schließlich 1978 in The environment as hazard systematisch dar.
Die dem zugrunde liegende Ansicht, die bei Naturkatastrophen auftretenden Schäden seien das Resultat fehlerhafter Anpassung des Menschen an die Natur, wurde jedoch spätestens in den 1980er Jahren als gesellschaftspolitisch naiv und damit unzureichend kritisiert. Die politökologische Perspektive, vertreten von u. a. Piers Blaikie, Harold Brookfield und Michael J. Watts, legte daher den Forschungsschwerpunkt auf die weiteren politischen und ökonomischen Umstände, die etwa zur Entwicklung von landwirtschaftlichen Monokulturen und in der Folge von Hungersnöten während Dürrezeiten beitragen. Von einigen Ausnahmen wie den Werken von Susan L. Cutter abgesehen, blieben jedoch Fragen nach Umweltgerechtigkeit und Umweltrassismus, die sich aus der räumlichen Segregation von Bevölkerungsgruppen ergeben, weitgehend unbeachtet.
Angesichts des zu dieser Zeit allgemein wachsenden Bewusstseins für Naturkatastrophen erklärten die Vereinten Nationen die 1990er-Jahre zur Dekade zur Reduzierung von Naturkatastrophen. In den folgenden Jahren erschienen, neben einer Neuauflage von The environment as hazard, zahlreiche weitere wichtige Publikationen, in denen versucht wurde, der komplexen geographischen Verflechtung von Mensch und Umwelt verstärkt Rechnung zu tragen. Zudem rückten Städte stärker in den Fokus der geographischen Risikoforschung.

### Deutschsprachiger Raum
Im deutschen Sprachraum, wo größere Naturkatastrophen selten sind, wurde der Hazard- bzw. Risikoforschung vergleichsweise geringes Forschungsinteresse gewidmet. In der Humangeographie bildeten die Werke von Robert Geipel und einigen anderen Vertretern der humanökologisch ausgerichteten Münchner Schule der Sozialgeographie lange eine Ausnahme. Hans-Georg Bohle, der auch international zu den Hauptbegründern des Vulnerabilitätsansatzes zählte, brachte Perspektiven der geographischen Entwicklungsforschung in die deutschsprachige Risikoforschung ein.

## Forschungsansätze

### Objektivistischer Ansatz
Der naturwissenschaftlich-objektivistische Ansatz wird vor allem in der physischen Geographie bei der Auseinandersetzung mit Risiken angewandt. Es wird dabei davon ausgegangen, dass objektive Sachverhalte der Natur berechenbar sind und somit technisch kontrollierbar werden können. Der Mensch wird aus dieser Sichtweise nur so weit berücksichtigt, als dass der an ihm geschehene Effekt als Schaden betrachtet wird. Dieser theoretischen Grundhaltung liegen auch verwandte Risikoforschungsdisziplinen wie die ingenieurswissenschaftlich und die wirtschaftswissenschaftliche Risikoforschung v. a. der Versicherungswirtschaft zu Grunde. Aus geographischer Sichtweise ist vor allem die Möglichkeit der geographischen Verortung von Risiken innerhalb dieses Ansatzes von Bedeutung.

### Konstruktivistischer Ansatz
Der sozialwissenschaftlich-konstruktivistische Ansatz wird insbesondere in der Humangeographie für die Risikoforschung angewendet. Dabei wird das Risiko als von Menschen konstruiertes Phänomen erforscht. Wichtigste Mechanismen der Risikokonstruktion sind das Handeln, Bewerten und Wahrnehmen der Akteure. Somit geht die Perspektive davon aus, dass der Mensch eher Risiken eingeht als dass er ihnen ausgesetzt ist. Daraus ergibt sich, dass für das Bestehen eines Risikos allein der Mensch verantwortlich ist. Das Interesse dieses Ansatzes gilt also hauptsächlichen den Akteuren der Risikokonstruktion.

### Integrierte Ansätze
Trotz der beiden gegensätzlichen Ansätze wird innerhalb der geographischen Risikoforschung auch nach integrativen Forschungsansätzen gesucht. Dies entsteht vor allem aus der Überzeugung, dass die anderen beiden epistemologischen Grundpositionen komplementär sind und nur durch deren Integration eine holistische Umsetzung der Forschungskenntnisse möglich ist. Das gelingt etwa dadurch, dass Risiken zwar als sozial konstruiert gelten, Gefahren aber der Natur zugeschrieben werden.

## Methoden und Anwendung
Die fachspezifischste Methode der geographischen Risikoforschung ist die Kartierung von Risiken. Es wird unterschieden zwischen Gefahren-, Risiko- und Vulnerabilitätskarten. Anwendungsbeispiele für diese Methode sind das Alpine Risikomanagement und die Raumplanung. Hierbei werden nicht nur Risikofaktoren berücksichtigt, sondern auch anthropogene Faktoren wie die Anfälligkeit der gewählten Flächennutzung.

## Probleme der geographischen Risikoforschung
Ein Problem ist, dass sich die beiden unterschiedlichen Perspektiven der Risikoforschung häufig nicht vereinen lassen und somit ein Mangel an integrierten Perspektiven besteht. Ein weiteres Problem stellt die Tatsache dar, dass neue Erkenntnisse zu einer veränderten Wahrnehmung von Risiken beitragen und somit zu einer gesellschaftlichen Selbstverstärkung des Risikodenkens führen.

## Weiterführende Literatur
- Hans-Georg Bohle: Geographien von Verwundbarkeit. In: Geographische Rundschau. Band 59, Nr. 10, 2007, S. 20–25.
- Richard Dikau und Juergen Weichselgartner: Der unruhige Planet: Der Mensch und die Naturgewalten. Wiss. Buchges., Darmstadt 2005, ISBN 3-534-17245-0.
- Heike Egner und Andreas Pott (Hrsg.): Geographische Risikoforschung: Zur Konstruktion verräumlichter Risiken und Sicherheiten (= Erdkundliches Wissen. Band 147). Franz Steiner, Stuttgart 2010, ISBN 978-3-515-09427-6.
- Carsten Felgentreff und Thomas Glade (Hrsg.): Naturrisiken und Sozialkatastrophen. Spektrum, Heidelberg 2008, ISBN 978-3-8274-1571-4.
- Elmar Kulke und Herbert Popp (Hrsg.): Umgang mit Risiken: Katastrophen - Destabilisierung - Sicherheit (Deutscher Geographentag 2007, Bayreuth). Dt. Gesellschaft für Geographie, Bayreuth u. a. 2008, ISBN 978-3-9808754-3-1.
- Detlef Müller-Mahn: Perspektiven der Geographischen Risikoforschung. In: Geographische Rundschau. Band 59, Nr. 10, 2007, S. 4–11.
- Detlef Müller-Mahn (Hrsg.): The Spatial Dimension of Risk: How Geography Shapes the Emergence of Riskscapes (= Earthscan risk in society series. Band 27). Routledge, London / New York 2012, ISBN 978-1-84971-085-5.
- Juergen Weichselgartner: Naturgefahren als soziale Konstruktion: Eine geographische Beobachtung der gesellschaftlichen Auseinandersetzung mit Naturrisiken. Shaker Verlag, Aachen 2002, ISBN 3-8265-9860-1 (Dissertation).